# Haruna (slagskepp)
Haruna (榛名) var en slagkryssare (senare ombyggd till slagskepp) som tjänstgjorde i den kejserliga japanska flottan under första och andra världskriget. Hon designades av den brittiske mariningenjören George Thurston och namngavs efter berget Haruna och var det fjärde och sista fartyget i Kongo-klassen, bland de mest tungt bestyckade fartygen i någon flotta när de byggdes. Haruna kölsträcktes 1912 vid Kawasakis skeppsvarv i Kobe och togs formellt i bruk 1915 samma dag som sitt systerfartyg Kirishima. Haruna patrullerade utanför den kinesiska kusten under första världskriget. Under skjutövningar 1920 förstörde en explosion en av hennes kanoner, skadade kanontornet och dödade sju män.
Under sin karriär genomgick Haruna två stora ombyggnader. Från och med 1926 byggde den japanska flottan om henne till ett slagskepp och förstärkte hennes pansar och förbättrade hennes hastighet och maskineri. År 1933 byggdes hennes överbyggnad om helt och hållet, hennes hastighet ökades och hon utrustades med katapulter för pontonflygplan. Haruna var nu tillräckligt snabb för att följa Japans växande hangarfartygsflotta och omklassificerades till ett snabbt slagskepp. Under det andra kinesisk-japanska kriget transporterade Haruna trupper från den kejserliga japanska armén till det kinesiska fastlandet innan hon 1941 omplacerades till 3:e slagskeppsdivisionen. På kvällen före det japanska angreppet mot Pearl Harbor seglade hon som en del av den södra styrkan som förberedelse för slaget om Singapore.
Haruna deltog i nästan alla större sjöstrider i Stillahavskriget. Hon skyddade de japanska landstigningarna i Malaya (i nuvarande Malaysia) och Nederländska Ostindien (nuvarande Indonesien) 1942 innan hon deltog i slaget vid Midway och Guadalcanal-kampanjen. Under hela 1943 stannade Haruna främst vid TrukMikronesien), i Kure flottbas (nära Hiroshima), Sasebo flottbas (nära Nagasaki) och Linggaöarna (i nuvarande Indonesien), och skickades ut vid flera tillfällen som svar på amerikanska hangarfartygs flygattacker mot japanska baser. Haruna deltog i slaget om Filippinska sjön och slaget vid Leytebukten 1944 och angrep amerikanska fartyg i det senare slaget.
1945 överfördes Haruna till Kure flottbas, där hon sänktes av flygplan från Styrka 38 den 28 juli 1945.

## Design och konstruktion

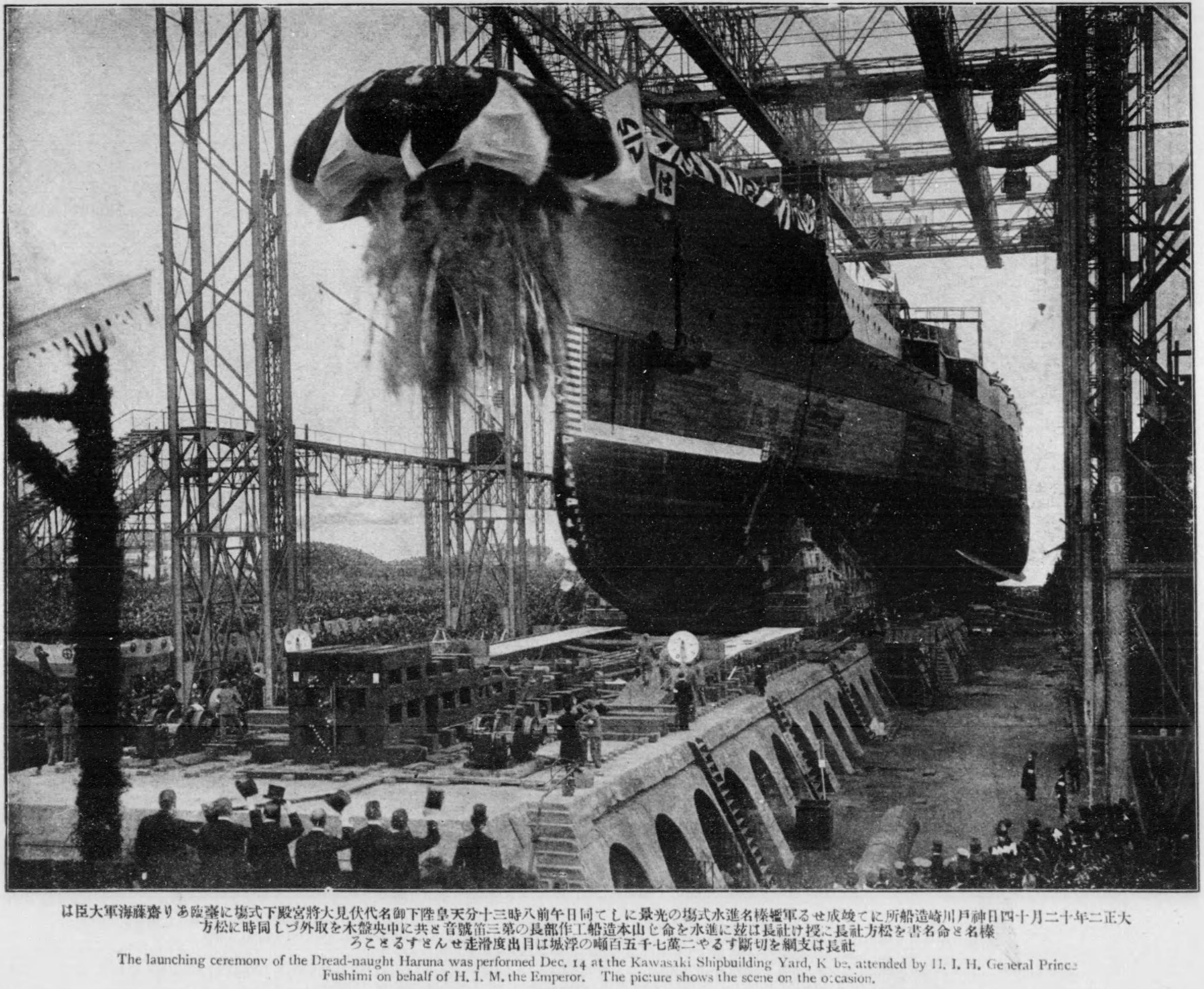
Sjösättningen av Haruna den 14 december 1913.

Haruna var det andra av den kejserliga japanska flottans slagkryssare i Kongō-klassen, en klass av fartyg som designats av den brittiske mariningenjören George Thurston. Klassen beställdes 1910 i den japanska nödlagen om expansion av flottan efter att HMS Invincible tagits i bruk 1908. De fyra slagkryssarna i Kongō-klassen utformades för att matcha de andra stormakternas fartyg vid den tiden; de har kallats slagkryssarversioner av det brittiska slagskeppet HMS Erin. Med sin tunga bestyckning och sitt pansar (det sistnämnda utgjorde 23,3% av deras deplacement på cirka 30 000 ton) var Haruna och hennes systerfartyg vida överlägsna alla andra japanska huvudskepp som var i tjänst vid den tiden.
Haruna kölsträcktes i Kobe den 16 mars 1912 och de flesta av de delar som användes vid konstruktionen tillverkades i Japan. På grund av bristen på tillgängliga sjösättningsramper var Haruna och systerfartyget Kirishima de två första huvudfartygen i den kejserliga japanska flottan som byggdes på privata skeppsvarv. Haruna sjösattes den 14 december 1913 och färdigställdes den 19 april 1915.

### Bestyckning
Haruns huvudbatteri bestod av åtta 35,6 cm kanoner i fyra tvillingtorn, två i fören och två i aktern. Tornen noterades av US Office of Naval Intelligence som "liknande de brittiska 38,1 cm tornen". Var och en av hennes huvudkanoner kunde avfyra högexplosiva eller pansarbrytande granater 35,45 km med en hastighet av två granater per minut. I enlighet med den japanska doktrinen att använda kraftfullare fartyg än sina motståndare var Haruna och hennes systerfartyg de första fartygen i världen som var utrustade med 35,6 cm kanoner. Huvudkanonerna bar ammunition för nittio skott och hade en ungefärlig livslängd på 250-280 skott.
Hennes sekundära batteri bestod ursprungligen av sexton 15,2 cm 50-kaliber kanoner i enkla kasematter (alla placerade mittskepps), åtta 7,6 cm kanoner och åtta nedsänkta 53,3 cm torpedtuber. De åtta 12,7 cm/40-kalibriga kanoner som tillkom senare kunde avfyra mellan 8 och 14 skott per minut, med en livslängd på 800-1 500 skott. Haruna var också beväpnad med ett stort antal typ 96 25 mm luftvärnskanoner. Under 1943 ändrades hennes sekundära beväpning till åtta 15,2 cm kanoner, tolv 12,7 cm kanoner och slutligen, i slutet av 1944, till etthundraåtta stycken typ 96 luftvärnskanoner i 30 trippel- och 18 enkelfästen.

## Tjänstgöring

### 1915–1926: Slagkryssare
Den 19 april 1915 överlämnades Haruna formellt till flottan i Kobe. Den 13 december 1915, efter åtta månaders tester, tilldelades hon den 3:e slagskeppsdivisionen i den 2:a flottan. Den 9 april 1916 lämnade hon flottbasen i Sasebo för operationer i Östkinesiska havet och återvände till Japan 10 dagar senare. Den 1 december 1916 övertog kapten Saburo Hyakutake befälet över Haruna fram till den 15 september 1917, då kapten Naomi Taniguchi ersatte honom. Den 1 december 1917 placerades hon i reserv, då första världskriget i Stilla havet avslutades.
Den 12 september 1920 deltog Haruna i skjutövningar utanför Hokkaidō när en explosion förstörde styrbordskanonen i torn nr 1, vilket dödade sju män och skadade tornets takpansar svårt. En senare utredning av flottan kom fram till att en felaktig säkring antände krutpåsarna i slutstycket och detonerade granaten medan den fortfarande var kvar i pipan. Tornet reparerades vid Yokosuka varvet, där den högsta möjliga elevationen av hennes 35,6 cm kanoner också ökades med sju grader. Tre månader senare placerades hon återigen i reserv.
I och med att första världskriget avslutades och Washingtonfördraget undertecknades minskade den kejserliga japanska flottans storlek avsevärt, och det krävdes ett förhållande på 5:5:3 mellan Storbritanniens, USA:s och Japans huvudfartyg. Fördraget förbjöd också Japan att bygga nya huvudfartyg fram till 1931, och inget huvudfartyg fick överstiga 36 000 ton. Förutsatt att nya tillägg inte översteg 3 000 ton fick befintliga huvudfartyg uppgraderas med förbättrat torpedskydd och däckspansar. När Washingtonfördraget hade genomförts fullt ut i Japan var endast tre klasser av slagskepp eller slagkryssare från första världskriget fortfarande aktiva: slagskeppen i Ise-klassen, slagkryssarna i Kongo-klassen och ett av slagskeppen i Fuso-klassen (Yamashiro).

### 1926-1933: Ombyggnad till slagskepp

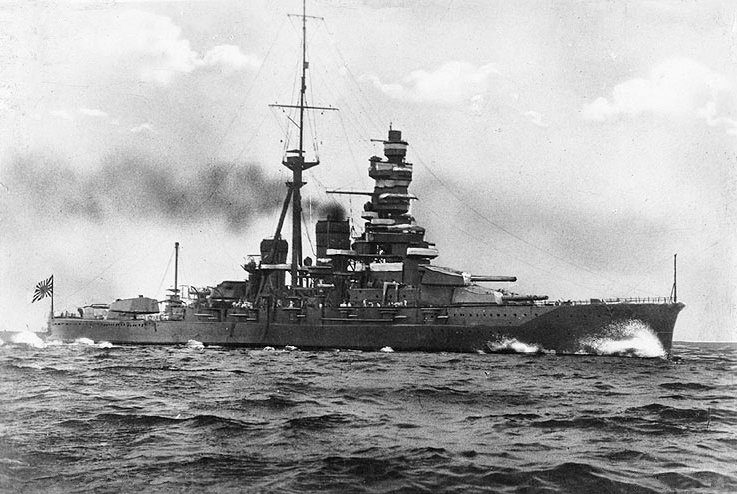
Haruna till sjöss.

Eftersom Japan inte kunde bygga nya slagskepp eller tunga kryssare förrän 1931, uppgraderade istället Japan flottans befintliga slagskepp och slagkryssare. I juli 1926 blev Haruna det första av Japans fartyg som genomgick en omfattande modernisering och modifiering, i torrdocka vid Yokosuka varvet. Under de följande två åren förstärktes hennes horisontella pansar nära ammunitionsmagasinen och maskinutrymmena i skrovet utökades. Torpedskott lades till längs vattenlinjen, vilket var tillåtet enligt Washingtonfördraget. Hon byggdes om för att få plats med tre pontonflygplan. För att förstärka hennes maskineri och öka hastigheten togs alla 36 Yarrowpannor bort och ersattes med 16 nyare pannor, och direktdrivna Brown-Curtis turbiner installerades. Harunas främre skorsten togs bort, och hennes andra skorsten förstorades och förlängdes. Modifieringarna av skrovet ökade hennes pansarvikt från 6 606 till 10 478 ton, vilket direkt bröt mot villkoren i Washingtonfördraget. I juli 1928 omklassificerades Haruna - som nu kunde uppnå hastigheter på 29 kn (54 km/h) - till ett slagskepp.
Efter nya sjötester tilldelades Haruna den 10 december 1928 den 4:e slagskeppsdivisionen i 2:a flottan som kejsarens personliga transportfartyg. Under de följande 12 månaderna rörde hon sig mellan Sasebo, Port Arthur och Östkinesiska havet. Den 20 november 1929 omplacerades hon till 1:a slagskeppsdivisionen. Hon placerades i reserv den 1 december 1930.
Den 22 april 1930 undertecknade Japan Londonfördraget, som innebar ytterligare begränsningar för Japans sjöstridskrafter. Förutom skrotningen av flera äldre slagskepp skulle Japan inte tillåtas att bygga nya huvudfartyg förrän 1937. Efter mindre arbeten förklarades hennes ombyggnad som påbörjades 1926 vara slutförd den 1 oktober 1931. Den 8 november 1931 tjänstgjorde hon som kejsarens skepp under hans officiella besök i Kumamoto prefektur.
I september 1931 invaderade Japan Manchuriet. Den 25 februari 1933, på grundval av Lytton-kommissionens rapport, kom Nationernas förbund överens om att Japans invasion hade kränkt Kinas suveränitet. Japan vägrade att acceptera organisationens dom och drog sig ur Nationernas förbund samma dag. Omedelbart därefter drog sig Japan också ur Washington- och Londonfördragen, och tog därmed bort alla restriktioner för antalet och storleken på sina huvudfartyg. Haruna återaktiverades och tilldelades 1:a slagskeppsdivisionen den 20 maj 1933.

### 1933–1941: Snabbt slagskepp
Den 1 augusti 1933 torrdockades Haruna vid Kure varvet för att förberedas för uppgraderingar som skulle göra det möjligt för henne att eskortera Japans växande flotta av hangarfartyg. Hennes akter förlängdes med 7,9 meter och hennes brygga rekonstruerades helt enligt Japans pagodmast-stil. Hennes 16 äldre pannor togs bort och ersattes med 11 oljeeldade Kampon-pannor och nyare växlade turbiner. Katapulter och rälsar lades till för att basera tre Nakajima E8N eller Kawanishi E7K spaningsflygplan.
Harunas pansar uppgraderats också avsevärt. Hennes huvudbälte förstärktes till en enhetlig tjocklek på 203 mm (från varierande tjocklekar på 150 till 203 mm), medan diagonala skott med djup på 127 till 203 mm nu förstärkte huvudpansarbältet. Tornpansaret förstärktes till 254 mm, medan 102 mm lades till på delar av däckspansaret. Hennes skydd av ammunitionsmagasin förstärktes också till 100 mm. Ombyggnaden avslutades den 30 september 1934. Haruna kunde klara mer än 30 knop (56 km/h) trots den betydande ökningen av skrovets deplacement och klassificerades nu som ett snabbt slagskepp.
Den 28 oktober 1935 tog kapten Jisaburō Ozawa befälet över Haruna. Den 1 juni 1936 tilldelades hon 3:e slagskeppsdivisionen i 1:a flottan. 1937 genomförde Haruna omfattande övningar och patruller utanför Kinas kust, främst i närheten av Tsingtao. Den 7 juli 1937 förklarade Japan officiellt krig mot Kina och inledde därmed det kinesisk-japanska kriget. En månad senare transporterade Haruna japanska arméstyrkor till det kinesiska fastlandet som förberedelse för kampanjer på kinesiskt nationalistiskt territorium. Den 1 december 1937 placerades hon återigen i reserv. I april 1940 förflyttades hon från Sasebo till Taiwan. Den 15 november 1940 klassificerades hon som ett "specialservicefartyg" och fem månader senare knöts hon till 3:e slagskeppsdivisionen i 1:a flottan, baserad i Hashirajima.

### 1941–1942
Haruna och Kongō lämnade Hashirajima den 29 november 1941 för att delta i Stillahavskrigets inledningsskede som en del av den södra (malajiska) styrkans huvudgrupp, under viceamiral Nobutake Kondōs överordnade befäl. Den 4 december 1941 anlände styrkan utanför kusten av södra Siam och norra Malaya, som förberedelse för invasionen av Siam och den malajiska halvön fyra dagar senare. När Storbritanniens "Styrka Z" - bestående av slagskeppet HMS Prince of Wales och slagkryssaren HMS Repulse - snabbt besegrades av Japans landbaserade och hangarfartygsbaserade flygplan, drog sig Harunas stridsgrupp tillbaka från malajiska vatten. Stridsgruppen lämnade sedan Indokina i tre dagar i mitten av december för att eskortera en förstärkningskonvoj på väg till Malaya och återigen den 18 december för att skydda arméns landstigning vid Lingayenbukten i Filippinerna. Huvuddelen lämnade Cam Ranh Bay i Franska Indokina den 23 december för att segla till Taiwan och anlände två dagar senare.
Den 11 december 1941 publicerades en felaktig rapport i amerikanska medier om att ett amerikanskt tungt B-17-bombplan hade bombat och svårt skadat Haruna under en strid vid Lingayenbukten utanför Filippinerna. Inga japanska slagskepp var närvarande, och Haruna befann sig 1 500 nautiska mil (2 800 km) bort i Siambukten vid den tidpunkten.
Den 18 januari 1942 anlände Kondōs huvudstyrka till Palau tillsammans med två snabba hangarfartyg, med avsikt att skydda Japans invasion av Borneo och Nederländska Ostindien. Haruna, kryssaren Maya och hangarfartygen Hiryū och Sōryū opererade öster om Mindanao fram till den 18 februari 1942, då huvudstyrkan lämnade Palau som förberedelse för "Operation J", Japans invasion av Nederländska Ostindien. Den 7 mars 1942 besköt Haruna Julön och återvände sedan till Staring-baai för 15 dagars underhåll och vila. Den 5 april 1942 anslöt sig Haruna till fem hangarfartyg i attacker mot Colombo på Ceylon. Efter sänkningen av kryssaren HMS Dorsetshire den 5 april 1942 skickades Haruna sydväst för att lokalisera resten av den brittiska östra flottan, under ledning av amiral James Somerville. Den 9 april upptäckte ett av hennes spaningsflygplan hangarfartyget HMS Hermes söder om Trincomalee; japanska flyganfall sänkte hangarfartyget samma dag. Efter att ha lamslagit den offensiva förmågan hos Storbritanniens östra flotta återvände 3:e slagskeppsdivisionen till Japan den 23 april. Haruna låg i torrdocka under hela maj 1942 för reparationer och ombyggnader.
Den 29 maj 1942 anslöt sig Haruna till sitt systerfartyg Kirishima som en del av viceamiral Chūichi Nagumos hangarfartygsstyrkor under slaget vid Midway. Den 4 juni attackerades hon i flera flyganfall av amerikanska torpedflygplan, men hon träffades inte och lyckades skjuta ner fem amerikanska flygplan. Den 5 juni tog hon emot överlevande från de fyra sänkta japanska hangarfartygen innan hon återvände till Japan. Hon stannade i Japan fram till september 1942 och genomgick en mindre ombyggnad i augusti samma år. Den 6 september överfördes Haruna till Truk tillsammans med resten av 3:e slagskeppsdivisionen, och den 10 september seglade fartyget som en del av amiral Kondōs 2:a flotta till Salomonöarna. Den 20 september fick flottan order om att återvända till Truk.
Efter slaget vid Kap Esperance valde den japanska armén att förstärka sina positioner på Guadalcanal. För att skydda sin transportkonvoj från fientliga luftangrepp skickade amiral Yamamoto Haruna och Kongō, eskorterade av en lätt kryssare och nio jagare, för att beskjuta Henderson Field. På grund av sin höga hastighet kunde de två slagskeppen beskjuta flygfältet och dra sig tillbaka innan de utsattes för flygattacker från  de amerikanska hangarfartygen. Natten mellan den 13 och 14 oktober besköt de två slagskeppen Henderson Field från ett avstånd på 15 000 meter och avfyrade 973 stycken 35,6 cm granater. I krigets mest framgångsrika japanska slagskeppsaktion skadade bombardemanget kraftigt båda landningsbanorna, förstörde nästan allt tillgängligt flygbränsle, gjorde 48 av flygfältets 90 flygplan obrukbara och dödade 41 män. Den japanska trupp konvojen nådde ön nästa dag.
Under slaget om Santa Cruzöarna den 26 oktober 1942 attackerades Haruna av en PBY Catalina-flygbåt men fick inga skador. I mitten av november gav slagskeppet och andra krigsfartyg distansskydd för de misslyckade försöken att återigen beskjuta Henderson Field och landa förstärkningar på Guadalcanal. Den 15 november 1942, efter det japanska nederlaget och förlusten av Hiei och Kirishima under sjöslaget om Guadalcanal, återvände 3:e slagskeppsdivisionen till Truk, där den stannade resten av 1942.

### 1943
Haruna angrep inga fientliga mål under 1943. I slutet av januari 1943 deltog hon i "Operation Ke", som en del av en avledningsstyrka och som distansskydd till stöd för japanska jagare som evakuerade personal från Guadalcanal. Den 15-20 februari 1943 flyttades 3:e slagskeppsdivisionen från Truk till Kure. Från den 23 februari till den 31 mars 1943 låg Haruna i torrdocka på Kure varvet för uppgraderingar, och fick ytterligare typ 96 25 mm luftvärnskanoner och förstärkningar av pansar. Den 17 maj 1943, som svar på den amerikanska invasionen av Attu, skickades Haruna ut tillsammans med Musashi, 3:e slagskeppsdivisionen, två hangarfartyg, två kryssare och nio jagare. Tre dagar senare upptäckte ubåten USS Sawfish gruppen, men kunde inte anfalla. Den 22 maj 1943 anlände styrkan till Yokosuka, där den fick sällskap av ytterligare tre hangarfartyg och två lätta kryssare; styrkan upplöstes när Attu föll innan de nödvändiga förberedelserna var klara. Den 18 september 1943 lämnade Haruna Truk som en del av en motattackstyrka som svar på amerikanska räder mot Mikronesien, men ingen kontakt skedde och fartyget återvände till basen.
Den 17 oktober 1943 lämnade Haruna återigen Truk som en del av en ännu större styrka - fem slagskepp, tre hangarfartyg, åtta tunga kryssare, tre lätta kryssare och ett stort antal jagare- som svar på de amerikanska attackerna mot Wakeöarna. Då ingen kontakt skedde återvände styrkan till Truk den 26 oktober 1943. Den 16 december 1943 anlände hon till Sasebo för ombyggnad och övningar.

### 1944
Den 25 januari 1944 tog kapten Kazu Shigenaga befälet över Haruna medan fartyget var stationerat i Kure. Den 3:e slagskeppsdivisionen lämnade Kure den 8 mars 1944. Divisionen anlände till Linggaöarna den 14 mars 1944 och stannade där för träning fram till den 11 maj 1944. Den 11 maj 1944 lämnade Haruna och amiral Ozawas flotta Lingga för Tawi-Tawi, där de fick sällskap av viceamiral Takeo Kuritas "Styrka C". Den 13 juni lämnade Ozawas flotta Tawi-tawi för Marianerna. Under slaget om Filippinska sjön eskorterade Haruna japanska snabba hangarfartyg och träffades den 20 juni 1944 av två pansarbrytande bomber på 230 kg från amerikanska flygplan. Den 24 juni torrdockades hon i Kure för reparationer och ombyggnader. I augusti 1944 förflyttades hon till Lingga.
I oktober 1944 lämnade Haruna Lingga som förberedelse för "Operation Sho-1", Japans motattack under slaget vid Leytebukten, historiens största sjöstrid. Den 24 oktober skadades Haruna lätt av fragment från amerikanska hangarfartygsbaserade flygplan som nästan träffade under slaget vid Sibuyansjön. Den 25 oktober, under slaget utanför Samar, engagerade Haruna - som en del av amiral Kuritas centralstyrka - eskorthangarfartyg och jagare från den amerikanska 7:e flottans "Taffy 3". Hennes 35,6 cm granater träffade inte de två amerikanska eskorthangarfartygen, innan hon tvingades undvika torpeder som avfyrades av amerikanska jagare. Efter ett våldsamt försvar av de amerikanska fartygen valde amiral Kurita att dra sig tillbaka, vilket avslutade slaget.
Efter den japanska flottans nederlag vid Leytebukten återvände Haruna till Brunei och Lingga för reparationer. Den 22 november 1944 gick hon på grund på ett korallrev i närheten av Lingga, vilket ledde till allvarliga skador på de vattentäta skotten och tvingade henne att återvända till Sasebo, där skrovet reparerades. Den 2 december 1944, när hon återvände till Japan från Sydostasien undvek hon torpeder som avfyrades av en amerikansk ubåt. Den 9 december påträffade ytterligare tre amerikanska ubåtar gruppen som Haruna var en del av; USS Sea Devil, Plaice och Redfish skadade hangarfartyget Junyō och flera jagare med torpeder. Oskadad anlände Haruna till Sasebo följande dag. I slutet av 1944 överfördes hon till Kure för fullständig reparation och ombyggnad, efter att ha överlevt ett år då fyra andra japanska slagskepp hade förlorats.

### 1945: Sänkning
Den 1 januari 1945 togs Haruna bort från den upplösta 3:e slagskeppsdivisionen och överfördes till 1:a slagskeppsdivisionen i 2:a flottan. Den 10 februari tilldelades Haruna Kures flottdistrikt. Den 19 mars 1945 attackerade amerikanska hangarfartygsflygplan resten av den japanska flottan vid Kure. Basen försvarades av erfarna japanska jaktflygplansinstruktörer som flög Kawanishi N1K-J "Shiden" jaktplan, ledda av mannen som planerade attacken mot Pearl Harbor, Minoru Genda. De japanska piloterna överraskade angriparna, förstörde flera amerikanska flygplan och försvarade basen från huvuddelen av attacken. Haruna fick lätta skador av en bomb som träffade på styrbordssidan, och stannade kvar i Kure.
Den 24 juli 1945 inledde den amerikanska flottans Styrka 38 en serie flygattacker mot Kures flottbas för att förstöra de sista resterna av Japans flotta. Samma dag sänktes slagskeppet Hyūga, och Haruna träffades av en bomb som orsakade lätta skador. Fyra dagar senare drabbades hon av åtta bombträffar från Styrka 38:s flygplan och sjönk vid sina förtöjningar klockan 16:15. Under två dagars attacker dödades 65 officerare och män på Haruna. Hennes skrov bärgades 1946 och skrotades därefter över två månader.

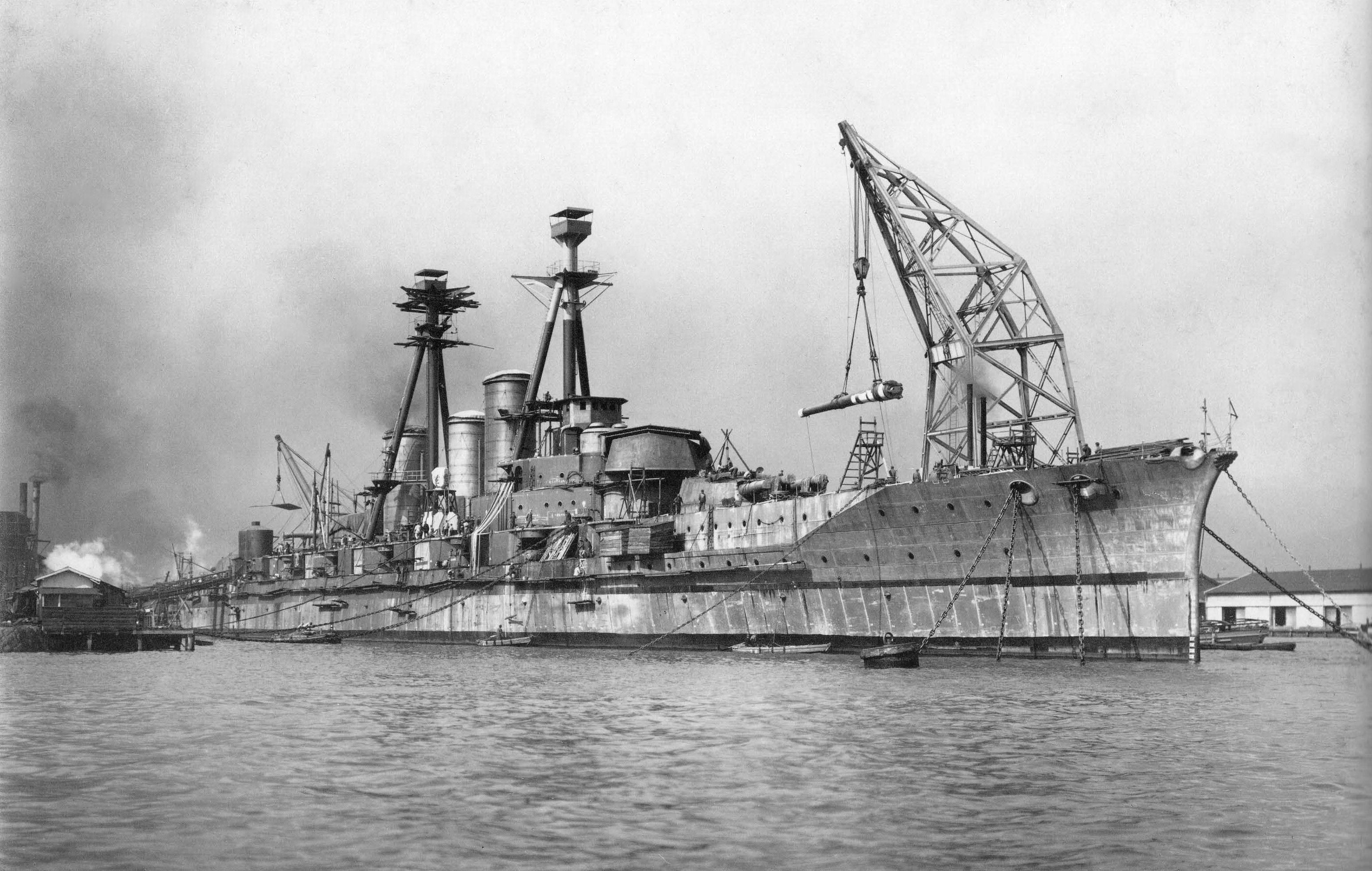
Haruna utrustas i  Kobe i oktober 1914.
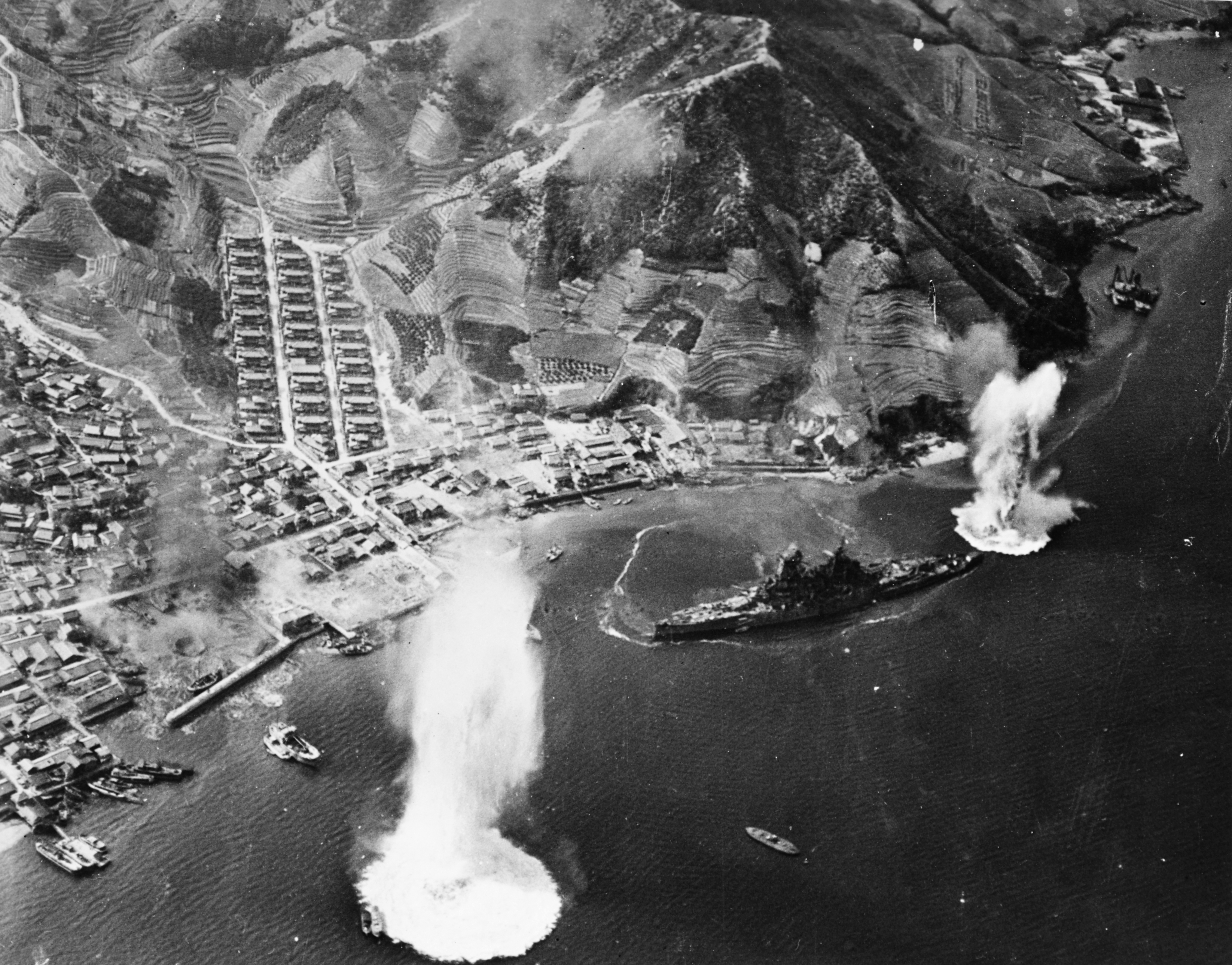
Haruna under anfall av amerikanska hangarfartygsbaserade flygplan den 28 juli 1945.
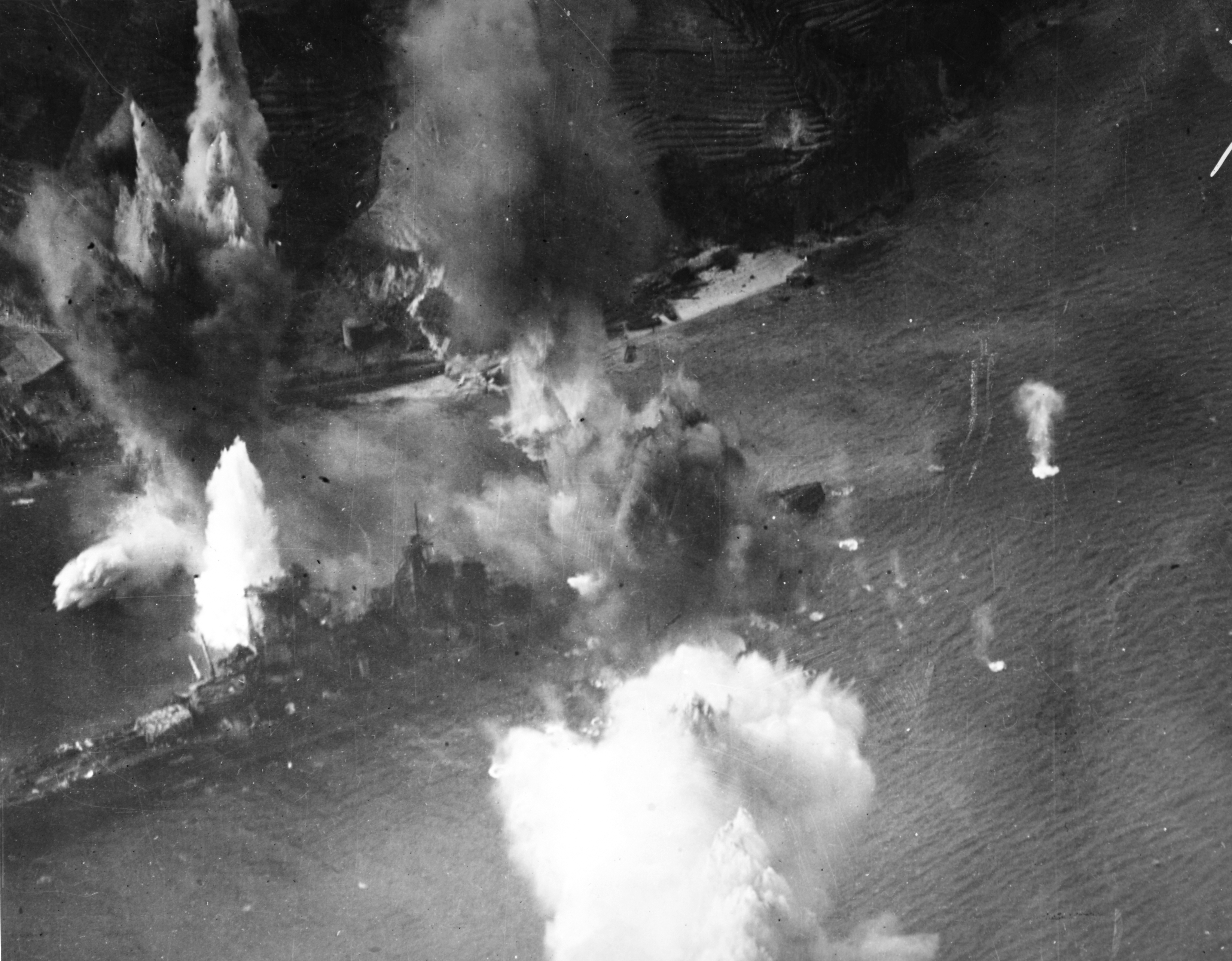
Närbild från samma attack den 28 juli.
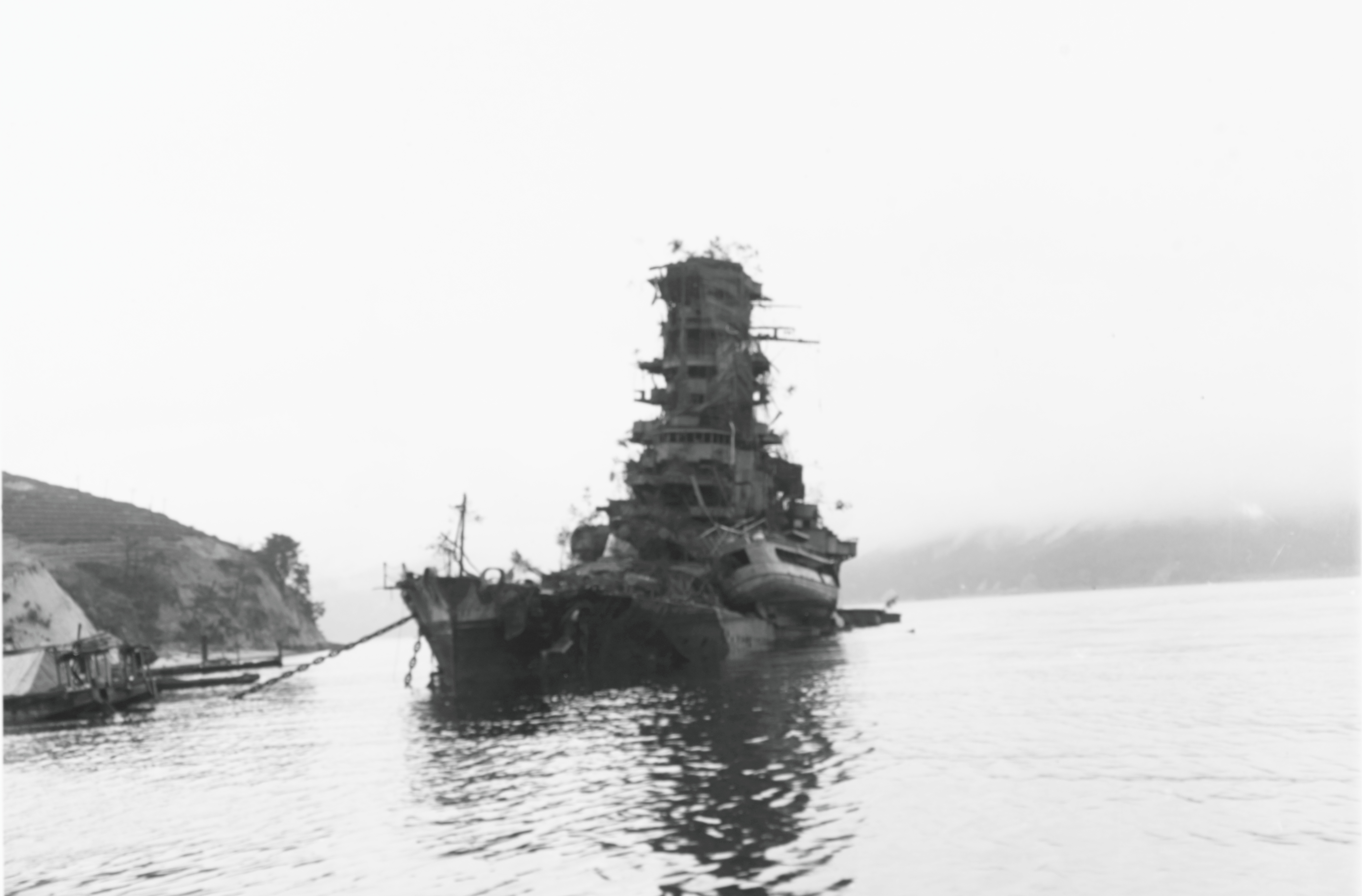
Haruna, sänkt vid sina förtöjningar.